# Военнополеви роман
„Военнополеви роман“ (на руски: Военно-полевой роман) е съветски филм от 1983 година, романтична драма на режисьора Петро Тодоровски по негов собствен сценарий.
В центъра на сюжета е млад мъж в годините след Втората световна война, който, макар и женен, започва връзка с някогашната любовница на негов фронтови командир. С това той ѝ помага да излезе от потиснатото си състояние, след което тя избира да реши сериозните си материални проблеми, като се омъжи за дребен партиен функционер. Главните роли се изпълняват от Николай Бурляев, Наталия Андрейченко, Инна Чурикова.
„Военнополеви роман“ е номиниран за „Оскар“ за чуждоезичен филм и „Златна мечка“.